# 毛利広圓
毛利 広圓（もうり ひろかず、享保14年閏9月18日（1729年11月8日） - 明和7年1月27日（1770年2月22日））は、長州藩一門家老である大野毛利家の5代当主。
父は毛利元雅。母は益田就賢の娘。正室は毛利政苗の娘。子は毛利就言。幼名は彦次郎。通称は織部。

## 生涯
享保14年（1729年）、長州藩一門家老毛利元雅の長男として生まれる。享保21年（1736年）、元雅の死去により家督を相続、当時の藩主毛利宗広より偏諱を賜い、広圓（旧字体:廣圓、新字体:広円）と名乗る。宝暦9年（1759年）、御留守居となる。明和元年（1764年）、朝鮮通信使来朝の際に饗応役を務める。明和3年（1766年）、当職（国家老、執政）を仰せつかる。開作（干拓）により知行8618石となる。明和7年（1770年）1月27日没。享年42。家督は嫡男の就言が相続した。